# Mary Jane Kelly
Mary Jane Kelly (født ca. 1863 i Irland, død 9. november 1888), også kendt som »Marie Jeanette Kelly«, »Fair Emma«, »Ginger« og »Black Mary«, menes at være det femte og sidste offer for den berygtede uidentificerede seriemorder Jack the Ripper, som dræbte og lemlæstede prostituerede i Whitechapel i London fra slutningen af august til begyndelsen af november i 1888.
Hun var omkring 25 år gammel, og lever i fattigdom på tidspunktet for hendes død. Rapporter fra den tid skønnede hendes højde til 1,70 meter (5 feet og 7 inches) hendes hårfarve er noget usikkert, som hendes forskellige kælenavne antyder.
Hun har ved flere lejligheder været rapporteret som værende en blondine eller rødhåret og "Black Mary" antyder en mørk brunette. Hendes øjenfarve er rapporterede til at være blå. Detective Walter Dew, i sin selvbiografi, hævdede at have kendt Kelly godt fra gadebilledet og beskrevet hende som "ganske attraktiv" og "en smuk, frodig pige". Han sagde, at hun altid havde et rent hvidt forklæde på, men aldrig en hat. Sir Melville Macnaghten fra Metropolitan Police force, der aldrig har set hende i live, rapporterede, at hun var kendt for at have "betydelige personlige attraktioner" efter standarderne for tiden. The Daily Telegraph fra 10. november 1888 beskrev hende som "høj, slank, fair, frisk teint, og et attraktivt udseende." Hun blev sagt at være flydende i det Walisiske sprog.
- Politifoto fra gerningsstedet af mordet af Mary Jane Kelly
- Politietfoto af dele af offeret
- Dødsattest for Mary "Jeanette" Kelly